# Vincent McNabb
Vincent McNabb, O.P. (8 de julio de 1868 - 17 de junio de 1943) fue un sacerdote y un estudioso Irlandés muy influyente. El Padre McNabb nació en Portaferry, Condado de Down, en lo que ahora se llama Irlanda del Norte, el décimo de once hermanos. Murió en la Parroquia de Santo Domingo en Londres.

## Educación y vocación
El joven Vincent fue educado durante su periodo escolar en el seminario diocesano de St. Malachy's College, Belfast. El 10 de noviembre de 1885 McNabb se integró al noviciado de la Orden Dominicana de Inglaterra en Woodchester en Gloucestershire, Inglaterra y fue ordenado en 1891. Después de estudiar en la Universidad de Lovaina (donde obtuvo el grado de “lector” de Teología Sagrada en 1894) fue enviado a Inglaterra donde pasó el resto de su vida sirviendo a la gente de ese país.

## Carrera
El Padre McNabb fue un miembro de la Orden de Predicadores por 58 años y sirvió como profesor de filosofía en Hawkesyard Priory, fue prior de “Holy Cross Priory”, y daba sermones en la Universidad de Londres, al mismo tiempo servía en varias actividades oficiales para los Dominicos en su provincia. Con su hábito y sus botas como era habitual en el Londres de aquella época. Miles de personas lo oyeron predicar en el “Hyde Park” donde nunca calló ante el menor desafió contra Protestantes, ateos, librepensadores, ante vastas muchedumbres durante los domingos, incluso debatió, al igual que Chesterton contra luminarias tales como George Bernard Shaw en los teatros de la ciudad y los salones de conferencias respecto a los temas candentes del día a día
El Padre McNabb fue descrito como un monje del siglo XIII viviendo en el siglo XX, persiguiendo tales tareas como leer el Antiguo Testamento (y tomar notas de él) en Hebreo, leer el Nuevo Testamento (y citarlo) en griego y leer las obras de Santo Tomás de Aquino en Latín. Durante su vida el Padre McNabb tuvo pocas cosas a las que pudiera llamar suyas, aparte de su Biblia, su Breviario, y su copia de la Summa Teológica de Santo Tomás. Nunca durmió en la cama, sino dormía en el piso de madera de su celda, donde ni siquiera tenía una silla. Cuando estudiaba, leía, escribía u oraba, lo hacía de rodillas y, como Santo Domingo de Guzmán, caminaba a todas las partes que iba.
La misión de McNabb se dividía en tres partes: la primera era la reunión entre la Iglesia católica y los Anglicanos, la segunda era la justicia social inspirada en Santo Tomás de Aquino y la encíclica del Papa León XIII Rerum Novarum; y la tercera era defender a la fe y a la razón, ambas atacadas constantemente por los modernistas, las defendía estableciendo doctrina. Al igual como lo hizo arduamente el Papa San Pío X
Con esta misión en mente, el Padre McNabb tomo como primera prioridad el servir a los pobres. Logró esto al enseñar catequesis a los niños más pobres y al visitar a los enfermos y moribundos, incluso llegaba tan lejos como a lavar el piso de personas discapacitadas que no conocía. Una extensión de su caridad hacia los pobres puede encontrarse en sus ideas sobre el Distributismo.

## Justicia social

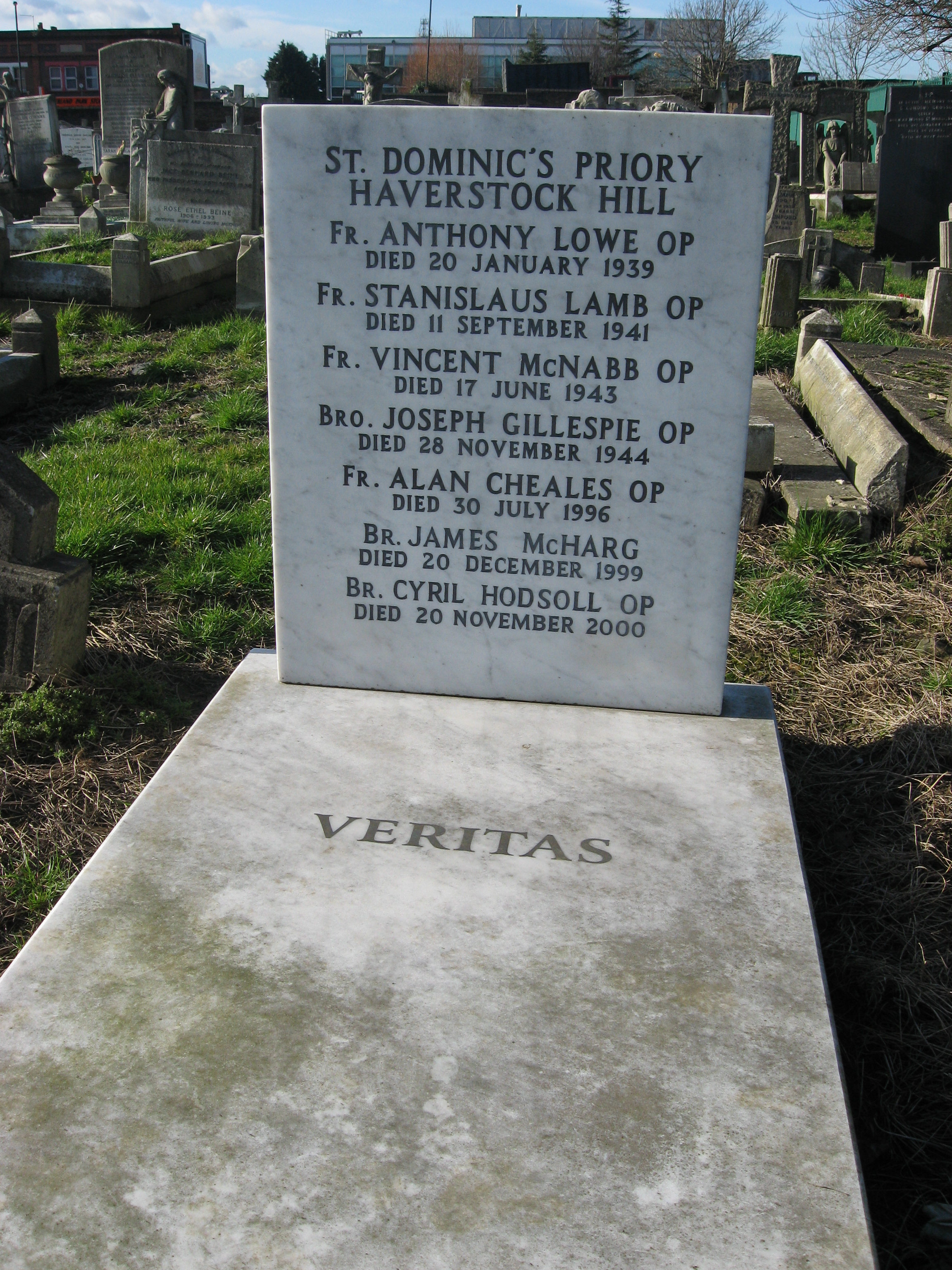
Tumba de Vincent McNabb.

Junto con los escritores/pensadores G. K. Chesterton y Hilaire Belloc, el Padre McNabb vio que aquellos que eran pobres en religión y en propiedades deberían tener las dos. Lo que McNabb trajo al movimiento fue un análisis Tomista respecto a la economía moderna, y a la estructura social y política, que hasta el día de hoy se mantiene válida. Este análisis es, ante todo, un argumento en contra de la “economía racionalizada” y la “planificación social” porque McNabb vio claramente como la meta de ambas era el sacrificio de la familia por el altar llamado supuestamente “Eficiencia”

## Citas
«La esperanza es una gracia espiritual extraordinaria que Dios nos da para controlar nuestros miedos, no para expulsarlos.»
«A veces es una gran alegría solamente escuchar a alguien con quien nos gusta conversar.»

«Qué gran deleite es ver a quienes amamos y después tener un diálogo con ellos.»

«Predicamos no sólo desde el púlpito, sino también predicamos cuando nos acercamos a él y cuando nos alejamos de él.»

«Fui a verlo (a Chesterton) cuando él murió. Pedí estar solo con el moribundo. Allí aquel gran marco estaba en el calor de la muerte, la gran mente se preparaba, sin duda, a su propio modo, para la visión de Dios. Esto era el sábado, y pensé que quizás en otros mil años Gilbert Chesterton podría ser conocido como uno de los cantantes más dulces de aquella hija de Sión siempre bendita, María de Nazareth. Sabía que las calidades más finas de los Cruzados eran una de las dotaciones de su gran corazón, y luego recordé la canción de los Cruzados, el Salve Regina, que nosotros los Blackfriars cantamos cada noche a la Señora de nuestro amor. Dije a Gilbert Chesterton: "Usted oirá la canción de amor de su madre." Y canté a Gilbert Chesterton la canción del Cruzado: "¡Saludos, Reina Santa!"»

«En mi edad allí está la gran trompeta de la muerte, y el cómo prepararse para ella es una gran preocupación. Quizás la mejor preparación para aquel incierto mañana es la realización de los deberes ciertos de hoy. Grandes trompetas están sonando diciéndonos que nos preparemos con una preparación de amor que hará de la muerte simplemente el cambio de un modo de amar a Dios por otro.»

## Citas sobre el Padre
«El Padre Vincent es la única persona que he conocido respecto de la cual he sentido, y dicho más de una vez: “Él te da idea de cómo deben de ser los santos.” Había una especie de luz en torno a su presencia que no parecía ser de este mundo.»
Monseñor Ronald Knox

«La grandeza de su personalidad, de su enseñanza, su experiencia, y sobre todo, su juicio, estaba totalmente separado del mundo cercano a él.... el aspecto más destacable de todos era su carácter de santidad... Puedo escribir aquí desde una experiencia personal e intima... He conocido, visto y sentido la santidad en su persona… He visto la santidad muy elevada en los caminos muy domésticos de mi vida, y la memoria de esa experiencia, que es también una visión, me llena ahora que escribo – así me llena diciéndome que ya no hay nada más que decir.»
Hilaire Belloc

«... él es uno de los pocos grandes hombres que he conocido en mi vida; él es grande en muchos sentidos, mentalmente, moralmente y mística y prácticamente… nadie que haya conocido, visto u oído al Padre McNabb lo puede olvidar.»
G. K. Chesterton

## Lema
Produce tanto como puedas, consume lo menos que necesites

## Enlaces
- DomingoPortales.BlogSpot Biografía por Joseph Pearce traducida al castellano

- CatholicAuthors Biografía por Matthew Hohen (en inglés)
- Vincent McNabb Society (en inglés)
- The Distributist Review (en inglés)

- Datos: Q1402567